# روسو ماساکاگه
روسو ماساکاگه (انگلیسی: Rusu Masakage؛ 1549 – ۲۸ فوریهٔ ۱۶۰۷) یک سامورایی ژاپنی از دوره سنگوکو تا دوره آزوچی–مومویاما بود که به عنوان ملازم در خدمت خاندان داته بود. ماساکاگه عموی داته ماسامونه معروف بود.
ماساکاگه با دفاع از خاندان داته در مقابل بسیاری از مخالفان کمک بسیار زیادی به این خاندان کرد. او در سال ۱۶۰۰ در محاصره هاسدو شرکت کرد، همچنین در مناقشه جانشینی شرکت داشت. ماساکاگه بسیار نزدیک به داته ماسامونه بود، به عنوان یکی از زیردستان او، پیروزی‌های بسیاری را برای او به ارمغان آورد. بزرگ‌ترین پیروزی او برای ماسامونه در کمپین قیام کاسای-اوساکی همراه با یوشیرو کاگه‌یوری بود.